# Dianthus caucaseus
Dianthus caucaseus là loài thực vật có hoa thuộc họ Cẩm chướng. Loài này được Sims mô tả khoa học đầu tiên năm 1804.